# Helophorus laticollis
Helophorus laticollis es una especie de escarabajo del género Helophorus, familia Hydrophilidae. Fue descrita científicamente por Thomson en 1853.
Habita en Gran Bretaña, Estonia, Finlandia, Francia, Alemania, Islandia, Noruega, Polonia, Suecia, Países Bajos y Hungría.